# Eliot Teltscher
Eliot Teltscher (n, 15 de marzo de 1959 en Rancho Palos Verdes, Estados Unidos) es un jugador de tenis estadounidense. En su carrera ha conquistado 14 torneos ATP y su mejor posición en el ranking de individuales fue N.º 6 en mayo de 1982 y en el de dobles fue Nº38 en agosto de 1985.

## Títulos (14; 10+4)

### Individuales (10)
| N.º | Fecha | Torneo                        | Superficie | Oponente en la final | Resultado               |
| --- | ----- | ----------------------------- | ---------- | -------------------- | ----------------------- |
| 1.  | 1978  | Hong Kong                     | Dura       | Pat Du Pré           | 6–4, 6–3, 6–2           |
| 2.  | 1979  | Atlanta, Estados Unidos       | Dura       | John Alexander       | 6–3, 4–6, 6–2           |
| 3.  | 1980  | Atlanta, Estados Unidos       | Dura       | Terry Moor           | 6–2, 6–2                |
| 4.  | 1980  | Maui, Estados Unidos          | Dura       | Tim Wilkison         | 7–6, 6–3                |
| 5.  | 1981  | San Juan, Puerto Rico         | Dura       | Tim Gullikson        | 6–4, 6–2                |
| 6.  | 1981  | San Francisco, Estados Unidos | Moqueta    | Brian Teacher        | 6–3, 7–6                |
| 7.  | 1983  | Tokio, Japón                  | Dura       | Andrés Gómez         | 7–5, 3–6, 6–1           |
| 8.  | 1984  | Brisbane, Australia           | Dura       | Francisco González   | 3–6, 6–3, 6–4           |
| 9.  | 1984  | Johannesburgo, Sudáfrica      | Dura       | Vitas Gerulaitis     | 6–3, 6–1, 7–6           |
| 10. | 1987  | Hong Kong                     | Dura       | John Fitzgerald      | 6–7, 3–6, 6–1, 6–2, 7–5 |

### Finalista (14)
| N.º | Fecha | Torneo                        | Superficie    | Oponente en la final | Resultado           |
| --- | ----- | ----------------------------- | ------------- | -------------------- | ------------------- |
| 1.  | 1978  | Atlanta, Estados Unidos       | Dura          | Stan Smith           | 4–6, 6–1, 2–1, ret. |
| 2.  | 1980  | Birmingham, Estados Unidos    | Moqueta       | Jimmy Connors        | 6–3, 6–2            |
| 3.  | 1980  | Nueva Orleans, Estados Unidos | Moqueta       | Wojtek Fibak         | 6–4, 7–5            |
| 4.  | 1980  | San Francisco, Estados Unidos | Moqueta       | Gene Mayer           | 6–2, 2–6, 6–1       |
| 5.  | 1980  | República Popular China       | Moqueta       | Jimmy Connors        | 6–2, 6–4            |
| 6.  | 1980  | Tokio, Japón                  | Tierra batida | Ivan Lendl           | 3–6, 6–4, 6–0       |
| 7.  | 1981  | Masters de Canadá, Canadá     | Dura          | Ivan Lendl           | 6–3, 6–2            |
| 8.  | 1981  | Tokio, Japón                  | Tierra batida | Balázs Taróczy       | 6–3, 1–6, 7–6       |
| 9.  | 1982  | Masters de Roma, Italia       | Tierra batida | Andrés Gómez         | 6–2, 6–3, 6–2       |
| 10. | 1982  | Melbourne, Australia          | Moqueta       | Vitas Gerulaitis     | 2–6, 6–2, 6–2       |
| 11. | 1983  | La Quinta, Estados Unidos     | Dura          | José Higueras        | 6–4, 6–2            |
| 12. | 1984  | Los Ángeles, Estados Unidos   | Dura          | Jimmy Connors        | 6–4, 4–6, 6–4       |
| 13. | 1987  | Scottsdale, Estados Unidos    | Dura          | Brad Gilbert         | 6–2, 6–2            |
| 14. | 1988  | Guarujá, Brasil               | Dura          | Luiz Mattar          | 6–3, 6–3            |

### Dobles (4)
| N.º | Fecha | Torneo                        | Superficie    | Pareja             | Oponentes en la final             | Resultado     |
| --- | ----- | ----------------------------- | ------------- | ------------------ | --------------------------------- | ------------- |
| 1.  | 1979  | Tulsa, Estados Unidos         | Dura (i)      | Francisco González | Colin Dibley Tom Gullikson        | 6–7, 7–5, 6–3 |
| 2.  | 1980  | Nueva Orleans, Estados Unidos | Moqueta       | Terry Moor         | Raymond Moore Robert Trogolo      | 7–6, 6–1      |
| 3.  | 1982  | Delray Beach, Estados Unidos  | Tierra batida | Mel Purcell        | Tomáš Šmíd Balázs Taróczy         | 6–4, 7–6      |
| 4.  | 1982  | Maui, Estados Unidos          | Dura          | Mike Cahill        | Francisco González Bernard Mitton | 6–4, 6–4      |

### Finalista en dobles (10)
| N.º | Fecha | Torneo                                  | Superficie    | Pareja         | Oponentes en la final            | Resultado     |
| --- | ----- | --------------------------------------- | ------------- | -------------- | -------------------------------- | ------------- |
| 1.  | 1978  | Columbus, Estados Unidos                | Tierra batida | Marcello Lara  | Colin Dibley Bob Giltinan        | 6–2, 6–3      |
| 2.  | 1979  | Atlanta, Estados Unidos                 | Dura          | Steve Docherty | Raymond Moore Ilie Năstase       | 6–4, 6–2      |
| 3.  | 1980  | Masters de Roma, Italia                 | Tierra batida | Balázs Taróczy | Mark Edmondson Kim Warwick       | 7–6, 7–6      |
| 4.  | 1980  | Columbus, Estados Unidos                | Dura          | Peter Fleming  | Brian Gottfried Sandy Mayer      | 6–4, 6–2      |
| 5.  | 1980  | Tokio, Japón                            | Tierra batida | Terry Moor     | Ross Case Jaime Fillol           | 6–3, 3–6, 6–4 |
| 6.  | 1980  | Wembley, Inglaterra                     | Moqueta       | Bill Scanlon   | Peter Fleming John McEnroe       | 7–5, 6–3      |
| 7.  | 1981  | San Juan Puerto Rico                    | Dura          | Tim Gullikson  | Tim Mayotte Chris Mayotte        | 6–4, 7–6      |
| 8.  | 1981  | Masters de Indian Wells, Estados Unidos | Dura          | Terry Moor     | Bruce Manson Brian Teacher       | 7–6, 6–2      |
| 9.  | 1981  | Roland Garros, París                    | Tierra batida | Terry Moor     | Heinz GüntDurat Balázs Taróczy   | 6–2, 7–6, 6–3 |
| 10. | 1984  | Johannesburgo, Sudáfrica                | Dura          | Steve Meister  | Tracy Delatte Francisco González | 7–6, 6–1      |